# Cantonul Châlons-en-Champagne-2
Cantonul Châlons-en-Champagne-2 este un canton din arondismentul Châlons-en-Champagne, departamentul Marne, regiunea Champagne-Ardennen, Franța.

## Comune
- Aigny
- Châlons-en-Champagne (parțial, reședință)
- Condé-sur-Marne
- Les Grandes-Loges
- Isse
- Juvigny
- Recy
- Saint-Étienne-au-Temple
- Saint-Martin-sur-le-Pré
- La Veuve
- Vraux